# The Jewish Quarterly
The Jewish Quarterly (abreviată JQ) este o revistă internațională de idei și cultură evreiască. A fost publicată inițial în Marea Britanie de către compania Taylor & Francis⁠(d), iar începând din 2021 este publicată de editorul australian Morry Schwartz⁠(d) pentru un public global. The Jewish Quarterly apare în patru numere pe an (februarie, mai, august, noiembrie) și se concentrează pe subiecte de interes pentru evrei, dar urmărește, de asemenea, și subiecte culturale și politice de interes mai larg.

## Istoric și profil
Revista The Jewish Quarterly a fost fondată de Jacob Sonntag în anul 1953 la Londra și a fost publicată inițial în Marea Britanie. Scriitori britanici cunoscuți (printre care unii cu origine evreiască) precum Amos Oz, Naomi Alderman⁠(d), Howard Jacobson⁠(d), Zadie Smith, David Grossman și Simon Sebag Montefiore⁠(d) au publicat articole în paginile revistei. Printre redactorii anteriori ai revistei s-au aflat Matthew Reisz, Elena Lappin (1994–1997) și Rachel Shabi⁠(d). Revista a obținut în 2012 premiul American University Presses’ Design Award pentru cel mai bun aspect al unei reviste.
În 1974 Sonntag a descris Jewish Quarterly astfel:
| “ | Dacă aș fi întrebat cum am gândit The Jewish Quarterly atunci când l-am lansat acum mai bine de douăzeci de ani, aș spune că a fost pentru a cultiva jurnalismul literar în cea mai bună tradiție a Europei Centrale și de Est și, în special, în cea mai bună tradiție a scrisului evreiesc est-european ... Eu aparțin generației care a căutat o sinteză între iudaismul nostru și europenismul nostru, între naționalismul nostru și socialismul nostru, între particular și universal ... O parte a educației noastre a fost să venerăm cuvântul tipărit, să-l înzestrăm cu o putere proprie. Cum ar putea adevărul și rațiunea să nu prevaleze? Era doar o chestiune de a găsi cuvântul potrivit, combinația potrivită de cuvinte și orice altceva ce ar urma din ele. Literatura era un lucru viu pentru noi, iar lumea cărților nu cunoștea frontiere. Am prețuit iluzia că „trebuie numai să vrei și visele tale vor înceta să mai fie basme” ... Ne-am simțit ca un colectiv, am avut sentimentul că formăm o comunitate, ne-am simțit chemați să adăugăm o za la „lanțul de aur”, înmânat nouă de o generație anterioară. | ” |

Apariția revistei a fost întreruptă în 2019. Doi ani mai târziu, în 2021, publicația a fost relansată de editorul australian Morry Schwartz⁠(d) pentru a fi distribuită pe plan internațional. Redactorul-șef actual al revistei este Jonathan Pearlman, care editează și Australian Foreign Affairs pentru Schwartz Media.
Revista decernează anual, începând din 1977, premiul Jewish Quarterly-Wingate⁠(d) scriitorilor evrei și neevrei rezidenți în Marea Britanie, Commonwealth-ul Britanic, Europa și Israel, care „stimulează interesul pentru temele de interes evreiesc, atrăgându-l în același timp pe cititorul universal”.